# Pojav Čerenkova
Pojàv Čerénkova (tudi sevanje Vavilova-Čerenkova) je elektromagnetno valovanje, ki ga povzročajo nabiti delci ob potovanju skozi električni izolator s hitrostjo, ki je večja od hitrosti svetlobe v tej snovi.
Pojav je leta 1934 prvi opazil Pavel Aleksejevič Čerenkov v laboratoriju Sergeja Vavilova, ko je steklenico vode izpostavil radioaktivnemu sevanju in pri tem opazil soj modre svetlobe. Teorijo pojava Čerenkova sta leta 1937 razdelala Igor Tamm in Ilja Frank.
Za svoje odkritje in za izdelavo teorije so leta 1958 Čerenkov, Frank in Tamm prejeli Nobelovo nagrado.

## Fizikalne osnove
Čeprav je eden privzetkov posebne teorije relativnosti, da je hitrost svetlobe v praznem prostoru osnovna fizikalna konstanta (navadno označena s c), pa se lahko hitrost svetlobe v snovi od te precej razlikuje. Hitrost svetlobe v vodi je tako le 0,75 c. Delci snovi se lahko pospešijo prek te hitrosti v jedrski reakciji ali s pospeševalnikom. Sevanje Čerenkovega je izsevano elektromagnetno valovanje v vidnem ali ultravijoličnem delu spektra, do katerega pride, ko nabit delec, najpogosteje elektron, na svoji poti skozi dielektrik preseže hitrost svetlobe v tej snovi.
Če smo natančnejši, mora biti presežena fazna hitrost svetlobe, ne pa njena skupinska hitrost. Na fazno hitrost lahko dramatično vpliva periodičnost sredstva, skozi katero se valovanje širi. V tem primeru lahko dosežemo sevanje Čerenkovega celo pri zelo majhnih hitrostih delcev, kar je znano kot Smith-Purcellov pojav. V kompleksnejšem periodičnem sredstvu, kot je denimo fotonski kristal, pa lahko dosežemo tudi vrsto anomalnih pojavov Čerenkova, kot denimo sevanje nazaj (pri običajnem pojavu Čerenkova tvori valovno čelo sevanja oster kot z vektorjem hitrosti delca).
Delec na svoji poti zmoti lokalno elektromagnetno polje v dielektriku. Potujoče elektromagnetno polje gibajočega se nabitega delca vpliva na elektrone v atomih snovi in jih polarizira. Ob vračanju elektronov v ravnovesne lege po prehodu delca ti izsevajo fotone (v električnem prevodniku se prvotno lokalno elektromagnetno polje vzpostavi brez izsevanja fotonov). Ti fotoni običajno med seboj desktruktivno interferirajo, zato sevanja ne zaznamo. Kadar pa motnja potuje hitreje kot fotoni, pa ti interferirajo konstruktivno, zato se opaženo sevanje ojači.
Na sliki v označuje hitrost delca (rdeča puščica), β je razmerje med hitrostjo delca v in hitrostjo svetlobe c, n pa je lomni količnik snovi. Modre puščice predstavljajo smer širjenja fotonov. Torej lahko pišemo:
{\displaystyle \cos \varphi ={\frac {1}{n\beta }}}
Pogosta analogija za pojav Čerenkova je Machovo valovno čelo, ki ga ustvarja letalo ali krogla, kadar potuje z nadzvočno hitrostjo. Zvočno valovanje, ki ga ustvarja telo pri gibanju z nadzvočno hitrostjo, se ne širi dovolj hitro, da bi se lahko umaknilo telesu s poti, zato se valovi pred telesom kopičijo in ustvarjajo t. i. »zvočni zid«. Podobno tudi hidrogliser ustvarja visok premčni val, kadar se giblje hitreje od valov na gladini vode. Tako lahko rečemo tudi, da nadsvetlobni nabit delec na svoji poti skozi dielektrik ustvarja fotonsko valovno čelo.